# Byeonggok-myeon, Yeongdeok-gun
Byeonggok-myeon (koreanska: 병곡면) är en socken i den östra delen av Sydkorea, 240 km sydost om huvudstaden Seoul. Den ligger i kommunen Yeongdeok-gun i provinsen Norra Gyeongsang.